# Касимов Абдукарім Касимович
Абдукарім Касимович Касимов (10 березня 1933, кишлак Кулангір, тепер Бободжан-Гафуровського району Согдійського вілояту, Таджикистан — 19 жовтня 1997, місто Душанбе, Таджикистан) — радянський таджицький державний діяч, міністр меліорації та водного господарства Таджицької РСР, 1-й секретар Курган-Тюбинського обласного комітету КП Таджикистану. Депутат Верховної ради Таджицької РСР 8—11-го скликань. Депутат Верховної Ради СРСР 11-го скликання.

## Життєпис
Народився в селянській родині.
У 1956 закінчив Таджицький сільськогосподарський інститут.
У 1956—1959 роках — майстер будівельної дільниці, виконавець робіт (виконроб), старший виконроб будівельно-монтажного управління № 3 тресту «Таджикводбуд» в місті Ленінабаді.
У 1959—1970 роках — інженер, начальник будівельно-монтажного управління № 22 тресту «Таджикцілинбуд» Ура-Тюбинського району; керуючий тресту «Таджикцілинбуд» у Ленінабаді.
Член КПРС з 1961 року.
З 1970 до січня 1971 року — член Організаційного бюро ЦК КП Таджикистану по Ленінабадській області.
У січні 1971—1972 роках — секретар Ленінабадського обласного комітету КП Таджикистану.
У 1972—1980 роках — міністр меліорації та водного господарства Таджицької РСР.
У 1980—1984 роках — начальник Головного управління із іригаційного та радгоспного будівництва («Головтаджикводбуду») Таджицької РСР.
18 лютого 1984 — вересень 1988 року — 1-й секретар Курган-Тюбинського обласного комітету КП Таджикистану.
У 1988—1990 роках — начальник «Головтаджикводбуду» Таджицької РСР.
Потім — на пенсії.
Помер 19 жовтня 1997 року в місті Душанбе.

## Нагороди та звання
- два ордени Трудового Червоного Прапора
- орден Дружби народів
- орден «Знак Пошани»
- Ленінська премія
- медалі
- дві Почесні грамоти Президії Верховної ради Таджицької РСР